# Aýrybaba
 (février 2019).
Si vous disposez d'ouvrages ou d'articles de référence ou si vous connaissez des sites web de qualité traitant du thème abordé ici, merci de compléter l'article en donnant les références utiles à sa vérifiabilité et en les liant à la section « Notes et références ».
L'Aýrybaba (en ouzbek : Ayribobo tog‘ ou encore Ayribobo сho‘qqisi) est une montagne d'Asie centrale, située dans la chaîne de Köýtendag (Kugitangtau) à la frontière entre l'Ouzbékistan et le Turkménistan. Elle est située dans le Sud-Est du Turkmenistan, dans la province de Lebap, et l'Ouest de l'Ouzbékistan, dans la province de Sourkhan-Daria. Avec 3 139 m d'altitude, elle constitue le point culminant du Turkmenistan.

## Toponymie
Le nom Ayrybaba signifie en turkmène « montagne sacrée divisée » (ayri signifie « séparément », baba signifie « homme saint » ou « grand-père »).
Au Turkménistan, il est renommé depuis 2004 en Beýik Saparmyrat Türkmenbaşy belentligi, mont du Grand Saparmyrat Turkmenbashi.

## Géographie
Selon les sources, son altitude est de 3 137 ou 3 139 m. Sa hauteur de culminance est de 1 639 m.
La montagne a des pentes très raides sur le versant oriental : une falaise presque insurmontable pour l'homme, ce qui explique pourquoi l'étendue de la frontière entre le Turkménistan et l'Ouzbékistan, qui passe ici, n'est pas gardée.
Les pentes de la montagne sont couvertes de forêts de genévrier et d'autres arbustes. Le climat est tempéré. De novembre à mai, le sommet de la montagne est recouvert de neige. Les précipitations annuelles sont d'environ 400 mm.

## Activités

### Ascension
L'ascension de la montagne depuis le coté turkmène est techniquement facile par un sentier. Toutefois des restrictions administratives d'accès sont imposées du fait de sa situation en frontière. En 2019, aucun permis n'est délivré pour une ascension à but touristique, quand bien même avec accompagnement officiel.
Par tradition, chaque année, les alpinistes du club Agama d’Achgabat gravissent le plus haut sommet du Turkménistan pour y ériger le drapeau vert turkmène.

### Protection environnementale
La réserve naturelle d'État du Koytendag est créée en 1986 dans la région et englobe le sommet. 122 espèces d'oiseaux, 988 espèces de plantes et 183 espèces d'animaux tels le markhor, le lynx et le mouflon, y sont recensés.

## Légendes
Une légende connue dans la vallée au pied de la montagne parle du Déluge, Noé devant arrêter son arche au sommet de cette montagne. La montagne était très fière, et se vantait constamment de sa grandeur. Dieu apprit cela, et décida de punir la montagne arrogante. Il annula l'arrêt que Noé devait y effectuer. L'arche percuta la montagne, coupant la montagne en deux parties. La montagne devint à deux têtes, et le trou entre elles rappelle la trace de l'arche. 
Une autre légende parle d'un homme saint qui œuvra à répandre la religion de l'islam et qui monta aux cieux depuis le sommet de la montagne. Ses fidèles aménagèrent une tombe de pierres sur un rocher. Cette tombe respectée par les fidèles est située au bord d'un précipice. Seul un sentier étroit le sépare de la pente raide de plus de 500 mètres de profondeur. Selon la tradition, un pèlerin qui monte au sommet de la montagne devrait contourner cette tombe, car s’il est coupable de quelque chose, il y a une chance de tomber dans le précipice. Heureusement, la population locale ne se souvient pas de tels cas, bien qu’une cinquantaine de personnes fassent chaque année l’ascension vers le lieu saint. À notre époque, les pèlerins déposent au sommet des monticules de pierres, en imitation de la sainte tombe, ce qui permettrait d'obtenir une vie heureuse et longue.
Une grotte, dont la forme naturelle évoque une maison, existe au sommet. Selon une autre légende, Caliph Ali (qui prêchait l'islam dans la région) y aurait vécu. Les habitants de la région viennent y prier et l'appellent mosquée d'Ayry Baba.